# 조절형 위밴드

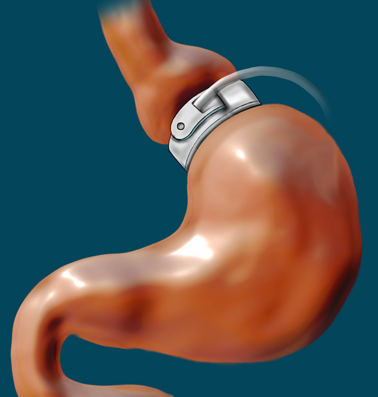
조절형 위밴드

조절형 위밴드(영어: adjustable gastric band)은 체중감량을 위한 수술적 치료법의 하나이다. 간단히 위밴드라고도 한다.

## 개요
복강경식 조절형 위밴드 삽입술은 고도비만인의 체중감량을 위해 시술되는 수술이다. 이 수술에 사용되는 위밴드는 실리콘 재질로 만들어져 위상단부에 거치되며 이와 연결된 조절포트가 복벽에 고정된 후 식염수 양의 주입을 통해 식사량을 제한하는 체중감량 수술법이다. 위밴드는 2004년도에 식약처의 승인을 받아 대한민국에 도입되었다.

## 고도비만 수술 종류
복강경을 통한 조절형 위밴드 수술(Laparoscopic adjustable gastric banding procedure,LAGB)은 위소매절제술(sleeve gastrectomy)과 함께 제한적 수술법(restrictive procedure)의 대표적인 방법으로, 식사량의 제한을 통해 체중변화를 유도하는 체중감량수술법이다. 한편 음식의 소화와 흡수를 억제하여 체중감량을 유도하는 수술법은 위우회술(RNY gastric bypass procedure)등이 있다.

## 위밴드 수술 방법
복강경식 조절형 위밴드 삽입술은 체중감량수술 방법 중 가장 간단하며, 수술 시간은 약 30분~1시간 정도 소요된다.
전신마취하에 시행되므로 수술전날 저녁부터 금식이 필요하다. 복강경으로 단일공법 또는 2~4개의 투관침을 사용하여 위상단부에 실리콘 밴드를 거치한 후
이와 연결된 조절포트를 복벽에 고정하면 수술이 종료된다. 수술 당일이나 수술 후 1~2일 경과시 퇴원이 가능하고 일상생활 적응이 다른 체중감량 수술법보다 빠르다.

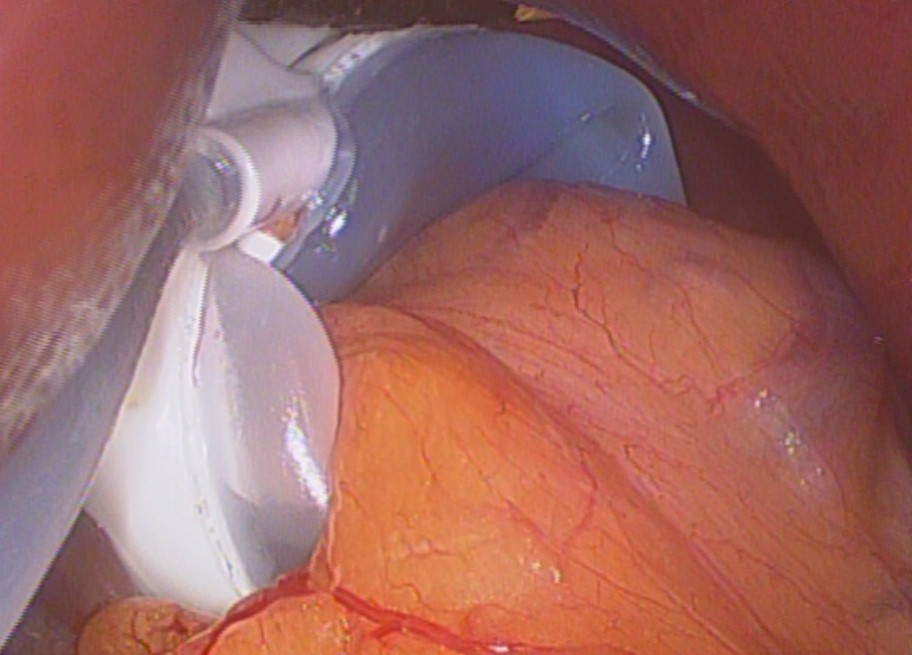
위밴드수술후 위상단부에 거치된 밴드

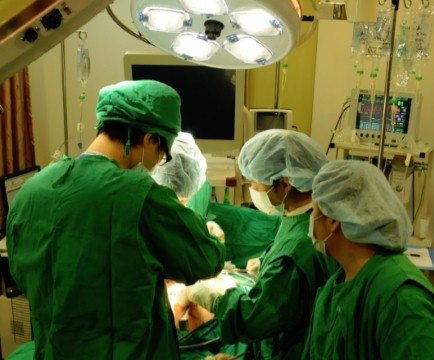
위밴드 수술은 개복하지 않고 복강경으로 이루어진다.

## 수술후 관리
퇴원 후 일상적인 활동은 가능하다. 수술 후 1주일간 물, 음료와 맑은 미음 등을 섭취한다. 수술 2주차에는 연식이나 죽 등을 먹을 수 있고, 3주 후에는 상식이 가능하다. 이 때부터 식사량이 증가되므로 밴드내에 식염수를 주입하여 식사량을 제한하고 이를 통해 체내 지방의 연소를 촉진시켜 체중감량을 유도한다. 일반적으로 6개월~1년 경과시 체중감량이 급격히 진행되고 통상적으로 주당 1Kg~2Kg감량이 가능하며, 6개월에 24~48Kg의 감량 후 조정기를 가진다. 위밴드 수술은 감량된 체중을 5년이상 유지하는 것이며 defill을 하여 1년이상 감량 체중 유지하면 밴드를 제거를 고려할 수도 있다.

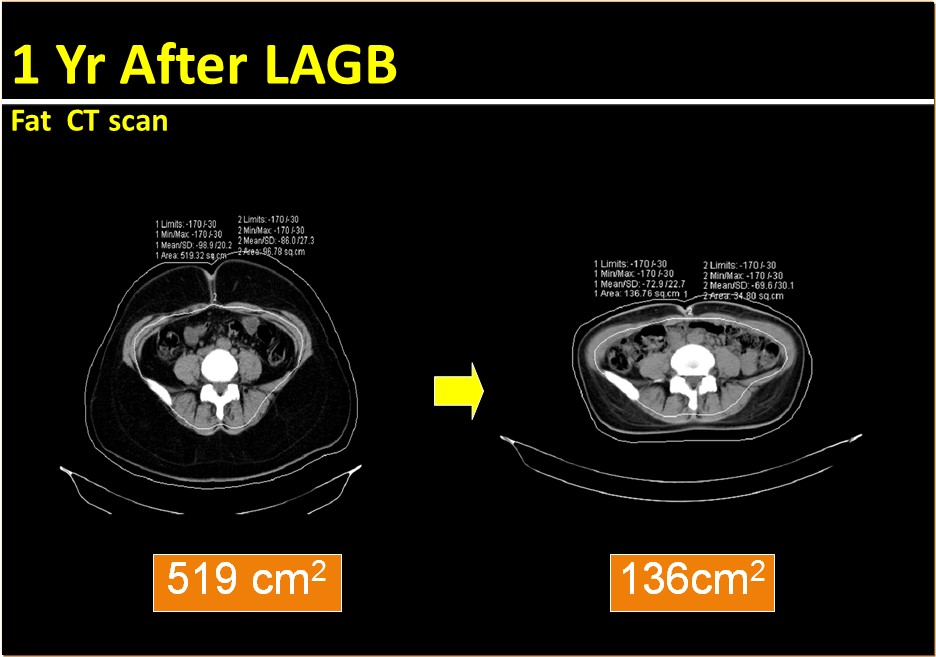
체중감량후 시행한 fat CT 상 변화

## 대한민국 내 현황
한국에 도입된 지 10년이 되지 않지만 서울외과병원(구 서울SKY병원), 365mc위밴드병원 등 몇몇 전문병원에서 활발히 시행되고 있다.2009년 고도비만과 위밴드연구회가 조직되어 위밴드에 관련된 학술대회가 매년 개최되고 있다. 다만 아직 건강보험이 적용되지 않아 수술비용이 600만원내외로 고가인 점이 단점이다. 안전성과 장기적 효과가 입증되어 있어 비만인구가 많은 호주에서는 체중감량을 위한 수술로 90% 이상이 위밴드를 선택하고 10%만 위절제 및 우회술을 선택한다. 최근 위소매절제술의 장기성적이 발표되며 위밴드 수술보다 위소매절제술이 좀더 많이 시행되는 것이 세계적인 추세이다.또한 위밴드 수술후 체중감량에 실패한 경우에도 위소매절제술이나 위절제 및 우회술 등으로 전환할 수 있다.

## 위밴드 종류
2013년 현재 한국식약청의 허가를 받아 대한민국에 등록된 위밴드 제품으로는 랩밴드(Allergan Inc)와 존슨앤존슨 밴드(Johnson & Johnson) 및 미드밴드(MID band)가 있다. 이들은 모두 위상단부에 장착되는 실리콘밴드로서 내측 풍선이 식염수 주입을 통하여 부풀고 풍선과 연결된 튜브의 말단부에 조절포트가 달려있으며 복벽에 고정되는 점에서 유사하다. 또한 15년이상 임상데이터가 축적되어 그 효과와 부작용이 입증된 것으로 각각 FDA(Food and Drug Administration, 미국 식품의약국 인증) 및 CE(Conformity to European, 유럽인증)의 사용승인을 받은 제품들이다. 랩밴드와 존슨앤존슨밴드 및 미드밴드는 디자인이나 작동방식이 유사하다. 다만 존슨앤존슨밴드는 복벽에 포트를 고정시키는 장치가 따로 있다. 랩밴드 및 존슨앤존슨밴드, 미드밴드 모두 체중감량의 효과나 대표적 밴드 합병증인 위미란 혹은 위탈장의 빈도가 낮은 제품이다.
존슨앤존슨밴드는 풍선크기가 한 종류로 11cc를 수용할 수 있게 제작되어 있다. 한편 미드밴드는 7cc~9cc까지 식염수를 주입하여 조절할 수 있다. 존슨앤존슨밴드와 미드밴드는 식염수 주입 후에도 풍선압력이 낮게 유지되어 위미란 발생률이 낮은 것으로 보고된다. 랩밴드는 현재 위의 크기에 따라 두 종류 크기의 밴드로 제작되는데 “AP 표준형”과 “AP 특대형”으로 분류된다. 하지만 AP특대형은 한국인의 체형에는 너무 큰 것으로 판단되어 한국에는 거의 수요가 없는 실정이다. 식염수 주입량은 과거 모델이 4cc인 반면 2010년 7월에 한국에 유통된 AP형 밴드는 표준형이 10cc, 특대형이 14cc로 제작되어 있다.

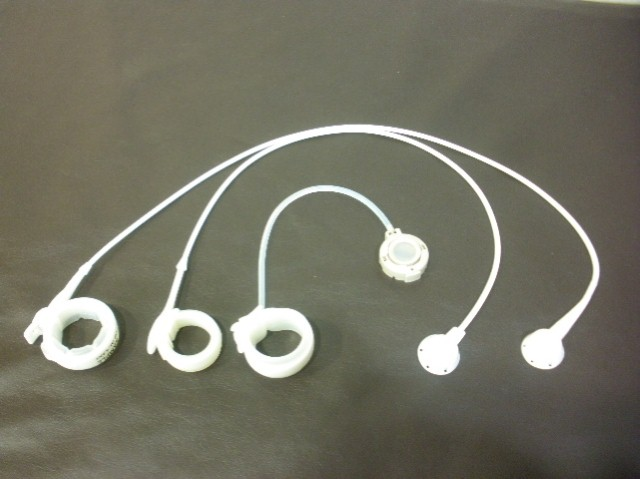
한국에 유통되는 위밴드 종류. 모두 유럽이나 미국에서 만들어져 수입되는 정품들이다.

## 위밴드 수술의 적응증
세계비만대사외과학회에서는 체중감량수술의 기준을 당뇨 혹은 고혈압, 고지혈증이 동반된 체질량지수 35이상 고도비만, 또는 체질량지수 40이상되는 초고도비만을 수술대상으로 규정한다. 하지만 한국인 등 아시아권 환자들은 당뇨에 걸리는 체질량지수가 27이상될 때 높아지므로, 한국인에 대한 체중감량수술은 체질량지수 30이상되고 당뇨,고혈압 등의 합병증이 있거나 체질량지수 35인 경우에 위밴드 수술 등 체중감량수술이 시행될 수 있다. 연령 적응증은 18세-60세이지만 최근 소아청소년을 위해 위밴드 삽입술이 호주를 중심으로 시행되고 있다.

## 위밴드 수술의 장점
복강경으로 수술하므로 흉터가 크지 않아 미용적으로 우수하다. 또한 위를 절제하지 않아 위의 해부학적 변형이 없다. 또한 수술시간(30분~1시간)이 짧아 회복이 빠르며 입원일이 1~2일에 불과하여 조기에 일상생활 복귀가 가능하다. 위소매절제술, 위우회술 등에 비하면 위밴드내 식염수량을 넣고(이를 fill이라 한다) 뺄 수 있어(이를 defill이라 한다) 식사량 조절이 가능하다. 식욕억제제 등 비만약물이 필요없으므로 약물부작용(약의존성, 간독성 등)이 없다. 체중감량효과는 적정체중대비 초과체중의 50%를 감량하여 이를 5년이상 유지한다면 체중감량이 성공한 것으로 평가되는데, 즉 80Kg 여성의 적정체중이 50Kg이라면 초과되는 30Kg의 절반인 15Kg을 감량하고 65Kg이하를 5년간 유지할 때 체중감량이 성공한 것으로 간주한다.위밴드 수술을 통한 체중감량 성적은 위밴드수술을 시행받은 환자의 약 40~60%에서 감량된 체중을 유지할 수 있는 것으로 보고된다.

## 위밴드 수술의 부작용
실리콘밴드이므로 감염에 취약하다. 따라서 포트 등을 통한 외부감염 혹은 복강내 감염(담낭염, 충수돌기염 등)에서는 담낭절제술이나 충수절제술과 동시에 위밴드 제거수술이 필요하다. 또한 위미란(밴드가 위속으로 파고드는 것)이나 위탈장(밴드 사이로 위가 탈장됨) 등의 합병증이 나타날 수 있으며, 이러한 경우에는 내시경적으로 치료하거나 위밴드 제거술이 시행된다. 고도비만인에게 담낭결석이 흔히 동반되고,위밴드 수술 후 체중감량으로 담낭결석이 3명당 1명에게 나타날 수 있으므로 위밴드 수술시 담낭결석이 수술전 발견되면 동시에 수술하는 경우도 있다. 한편 위밴드 수술후에도 체중감량에 실패하는 사례가 있으며 이러한 이유로 위밴드 제거는 10년내 약 40%에서 제거되는 것으로 보고된다. 위밴드 수술은 비교적 간단한 방법으로 시술될 수 있지만 전신마취하에서 시행되고 비만으로 인한 수술의 위험성이 동반되므로 전체적인 수술관련 사망률이 1000명당 1명씩 발생하는 것으로 보고된다.

## 위밴드 수술을 받은 유명인
- 크리스 크리스티 - 뉴저지주 주지사.